# Anders Dreyer
Anders Dreyer (* 2. Mai 1998 in Bramming) ist ein dänischer Fußballspieler, der aktuell beim San Diego FC unter Vertrag steht.

## Karriere

### Verein
Dreyer begann seine Karriere beim Esbjerg fB. Im Mai 2015 stand er gegen den FC Nordsjælland erstmals im Profikader. Sein Debüt für die Profis in der Superliga gab er im April 2017, als er im Abstiegsrunden-Spiel gegen den Randers FC in der 72. Minute für Awer Mabil eingewechselt wurde.
Seinen ersten Treffer in der Superliga erzielte er im selben Monat bei einem 3:1-Sieg gegen den AC Horsens. Zum Ende der Saison 2016/17 musste er mit dem Verein in die 1. Division absteigen.
Sein Debüt in Dänemarks zweithöchster Spielklasse gab er im Juli 2017 gegen den FC Fredericia. In jenem Spiel, das Esbjerg 2:1 gewann, erzielte Dreyer einen Treffer. Zu Saisonende hatte er 31 Einsätze in der 1. Division, in denen er 18 Treffer erzielen konnte, zu Buche stehen. Damit wurde er Torschützenkönig der zweiten dänischen Liga. Zudem stieg er mit seinem Verein nach gewonnener Relegation gegen den Silkeborg IF wieder in die Superliga auf. Nachdem man das Hinspiel noch mit 1:0 verloren hatte, gewann man das Rückspiel mit 3:0, wobei Dreyer alle drei Tore erzielte.
Im August 2018 wechselte er nach England zu Brighton & Hove Albion. Nachdem er nur zu U-23-Einsätzen für Brighton gekommen war, wurde er im Januar 2019 nach Schottland an den FC St. Mirren sowie im August 2019 für die gesamte Spielzeit 2019/20 in die Niederlande an den SC Heerenveen ausgeliehen. Am 6. Januar 2020 wurde der Leihvertrag wieder aufgelöst und daraufhin verließ Anders Dreyer endgültig Brighton & Hove Albion, um sich in seinem Geburtsland Dänemark dem FC Midtjylland anzuschließen. Im mitteljütischen Herning, wo der FC Midtjylland seine Heimspiele austrägt, unterschrieb er einen Vertrag bis zum 30. Juni 2024.
Am 28. August 2021 verkündigte Rubin Kasan die Verpflichtung von Dreyer, wo er einen Fünfjahresvertrag unterschrieb. Bei seinem Debüt am 13. September 2021 erzielte er gegen Ural Jekaterinburg einen Hattrick.
Am 11. März 2022 wurde Dreyers Vertrag mit Rubin gemäß den speziellen FIFA-Bestimmungen im Zusammenhang mit der russischen Invasion in die Ukraine bis zum 30. Juni 2022 ausgesetzt. Die Vorschriften erlaubten es ausländischen Spielern in Russland, ihre Verträge bis zum Ende der Saison 2021/22 auszusetzen und bis zu diesem Datum bei einem Verein außerhalb Russlands zu unterschreiben. Am 16. März 2022 kehrte Dreyer auf Leihbasis bis zum 30. Juni 2022 zum FC Midtjylland zurück. Am 6. Juli 2022 wechselte er dauerhaft nach Midtjylland und unterzeichnete einen Vierjahresvertrag. Bis zur Saisonunterbrechung infolge der Weltmeisterschaft bestritt er 16 von 17 möglichen Ligaspielen für Midtjylland, in denen er acht Tore schoss, sowie ein Pokalspiel und zehn Spiele im Europapokal mit zwei Toren.
Ein halbes Jahr später wechselte Dreyer zum belgischen Erstligisten RSC Anderlecht und unterschrieb dort einen Vertrag bis zum 30. Juni 2027. In seiner ersten Saison bestritt 14 von 15 möglichen Ligaspielen für Anderlecht, in denen vier Tore schoss, sowie sechs Spiele in der Conference League mit einem Tor. In der nächsten Saison waren es 37 von 40 möglichen Ligaspielen, in denen er 19 Tore schoss, sowie zwei Pokalspiele mit zwei Toren. In der Saison 2024/25 bestritt Dreyer 18 von 23 möglichen Ligaspielen, in denen er drei Tore schoss, sowie drei Pokalspiele und sieben Spiele im Europapokal mit jeweils einem geschossenen Tor.
Ende Januar 2025 wechselte er San Diego FC in die amerikanische Major League Soccer, wo er einen Vertrag bis 2027 unterschrieb.

### Nationalmannschaft
Dreyer debütierte im August 2014 gegen Georgien für Dänemarks U-17-Auswahl. In jenem Spiel erzielte er zudem den Treffer zum 1:0-Endstand. Im März 2016 absolvierte er gegen Ungarn sein erstes Spiel für die U-18-Mannschaft. Im Januar 2017 debütierte er für die U-19-Auswahl, als er in einem Testspiel gegen Zypern in der Startelf stand und in der Halbzeitpause durch Carlo Holse ersetzt wurde. Im Oktober 2017 kam er gegen Schweden erstmals für Dänemarks U-20-Mannschaft zum Einsatz.
Im September 2018 debütierte er gegen Finnland für die U-21-Mannschaft. Im Juni nahm er mit der Mannschaft an der U-21-EM in Italien und San Marino teil, wurde aber nur im letzten Gruppenspiel gegen Serbien eingesetzt, das zwar mit 2:0 gewonnen wurde, wodurch die Dänen Gruppenzweite wurden. Als schlechteste Gruppenzweite schieden sie aber trotzdem aus. Bei der U-21-Fußball-Europameisterschaft 2021 kam er in der im März ausgetragenen Gruppenphase in zwei Spielen sowie im Mai im Viertelfinale gegen Deutschland zum Einsatz, das die Dänen gegen den späteren Europameister im Elfmeterschießen verloren. 
Im November 2021 erhielt er erstmals eine Einladung zur A-Nationalmannschaft für die WM-Qualifikationsspiele gegen die Färöer (3:1) und Schottland (0:2) und wurde in beiden Spielen jeweils eingewechselt. Sein nächstes Länderspiel war ein Freundschaftsspiel im März 2024 erneut gegen die Färöer.
Für die Europameisterschaft 2024 wurde er in den dänischen Kader berufen.

## Erfolge
FC Midtjylland
- Dänischer Meister: 2020
- Dänischer Pokalsieger: 2022

## Auszeichnungen
- Torschützenkönig der 1. Division: 2018 (18 Tore)